# کاراباشوو
کاراباشوو (انگلیسی: Karabashevo) یک شهرک در شهرستان ایلیشفسکی استان باشقیرستان کشور روسیه است.